# Dichaetomyia malayana
Dichaetomyia malayana är en tvåvingeart som beskrevs av Malloch 1928. Dichaetomyia malayana ingår i släktet Dichaetomyia och familjen husflugor. Inga underarter finns listade i Catalogue of Life.